# Ouranopithecus turkae
Ouranopithecus turkae es una especie extinta de simio del género Ouranopithecus del Mioceno tardío de Turquía.
Fue descubierto en la localidad de Corakyerler, Anatolia central. Sólo se conocen tres fósiles craneales. Los restos de la fauna asociados a los fósiles de O. turkae se han datado en el Mioceno tardío, hace 8,7 - 7,4 millones de años, lo que convierte a O. turkae en uno de los homínidos euroasiáticos más jóvenes que se conocen.

## Etimología
La especie fue nombrada turkae tras el descubrimiento de los fósiles del holotipo en Turquía.

## Hábitat
Los restos de fauna asociados sugieren que O. turkae vivía en un entorno de bosque abierto o de sabana abierta.

## Morfología
La morfología de O. turkae es difícil de determinar debido a la ausencia total de restos postcraneales. La dentadura postcanina sólo es superada por la de Gigantopithecus en cuanto a tamaño, lo cual podría sugerir un gran tamaño corporal. Se desconoce si la especie era sexualmente dimórfica, ya que no se conocen fósiles de hembras. El simio era probablemente un cuadrúpedo, pero no hay pruebas que lo confirmen.

## Dieta
La morfología y el desgaste de los dientes sugieren una dieta de alimentos duros y abrasivos, del tipo que se encuentra típicamente en el tipo de entorno en el que probablemente vivió O. turkae.

## Comportamiento
La falta de restos postcraneales hace difícil determinar cómo se comportaba O. turkae. Los fósiles no estaban acompañados de ninguna hembra de la especie, por lo que podría sugerirse que los machos, al menos, eran solitarios. También se podría suponer que O. turkae trepaba por los árboles, posiblemente para alimentarse o para evitar la depredación, aunque su presunto gran tamaño corporal podría haber dificultado este comportamiento. Algunos creen que O. turkae era probablemente un forrajeador terrestre y no se alimentaba en los árboles.